# Галина (Аляска)
Галина (англ. Galena, коюк. Notaalee Denh) — город на Аляске (США), второй по количеству жителей населённый пункт крупнейшей зоны переписи населения штата.

## География
Галина расположен в западной части центральной Аляски на северном берегу реки Юкон. Площадь города составляет 62,1 км², из которых 15,8 км² (ок. 25,4 %) занимают открытые водные пространства. В Галине находится администрация близлежащих национальных резерватов дикой природы: Коюкук и Новитна. Город обслуживает одноимённый аэропорт.

## История
Галина был основан в 1918—1919 годах в связи с открытием в этом месте шахт по добыче свинцовой руды и был назван Генрис-Пойнт (Henry’s Point). В середине 1920-х годов открылась первая школа, в 1932 году — почтовое отделение.
В 1940—1942 годах у города был построен военный аэродром, который позднее, с началом Холодной войны, стал базой передового развёртывания. К 1993 году база была законсервирована, остались лишь несколько человек военнослужащих и обслуживающего персонала, и в 2000-х годах она была закрыта полностью.
До Галины можно добраться только по воздуху или воде, что возможно далеко не всегда, учитывая климатические особенности региона, поэтому в 2004 году японская корпорация Toshiba предложила городу построить собственную небольшую атомную электростанцию — англ. Galena Nuclear Power Plant, стоимостью 27 миллионов долларов. По состоянию на начало 2013 года окончательно план строительства так и не утверждён.

## Демография
До 2009 года Галина был крупнейшим по количеству жителей городом зоны переписи населения Юкон-Коюкук, но затем уступил пальму первенства городу Форт-Юкон.
Население
- 1940 год — 30 человек
- 2000 — 675
- 2007 — 612
- 2010 — 470
- 2011 — 473

Расовый состав
- эскимосы — 63,6 %
- белые — 29,4 %
- азиаты — 0,6 %
- прочие расы — 0,2 %
- две и более расы — 6,2 %
- латиноамериканцы (любой расы) — 2,3 %